# 드미트리 우스티노프
드미트리 표도로비치 우스티노프(러시아어: Дмитрий Фёдорович Устинов, 1908년 10월 30일~1984년 12월 20일)는 소비에트 연방의 정치인이다. 레오니트 브레즈네프, 유리 안드로포프, 콘스탄틴 체르넨코 시대의 소련 국방장관이다.
국방장관으로 재직하던 시절 대한항공 007편 격추 사건이 발생했으며, 당시 서기장이었던 안드로포프에게 이를 보고하는 역할을 맡았다.
| 전임 안드레이 그레치코 | 제5대 소련의 국방성 장관 1976년 7월 30일 ~ 1984년 12월 20일 | 후임 세르게이 소콜로프 |